# Super Channel
Super Channel is een Brits voormalig tv-station in de tweede helft van de jaren tachtig.
Super Channel ging op 30 januari 1987 van start en verving de 24-uursmuziekzender Music Box. Super Channel werd via de satelliet verspreid en kon op de kabel worden ontvangen in Vlaanderen, in delen van Nederland en grote delen van Europa. Het was toen een rechtstreekse concurrent van Sky Channel.
Super Channel zond zeer bekende programma's uit, waaronder Blake's 7, Spitting Image, The Benny Hill Show, The Muppet Show, Shoestring en Doctor Who.
Door financiële problemen raakte Super Channel in 1993 in handen van het Amerikaanse NBC en kreeg het de naam NBC Super Channel, waarop eerst nog steeds een varia aan Europese programma's te zien was, later aangevuld met NBC's eigen Amerikaanse programma's. In 1996 werd de zender herdoopt tot 'NBC Europe'.
Deze zender was vervolgens relatief succesvol, mede door het rechtstreeks uitzenden van The Today Show (een populair Amerikaans ochtendprogramma van moedermaatschappij NBC) en het binnen de 24 uur met ondertitels uitzenden van The Tonight Show met Jay Leno.
In 1998 verdween ook NBC Europe en werd het signaal vervangen door dat van National Geographic.